# Queeny Township
Die Queeny Township ist eine von 28 Townships im St. Louis County im Osten des US-amerikanischen Bundesstaates Missouri und Bestandteil der Metropolregion Greater St. Louis. Das U.S. Census Bureau hat bei der Volkszählung 2020 eine Einwohnerzahl von 38.274 ermittelt.

## Geografie
Die Queeny Township liegt im südwestlichen Vorortbereich von St. Louis am nördlichen Ufer des Meramec River. Der Missouri River verläuft rund 15 km nördlich; der Mississippi, der die Grenze zu Illinois bildet, befindet sich rund 20 km östlich der Queeny Township.
Die Queeny Township liegt auf 38° 35′ N, 90° 31′ W und erstreckt sich über 36,8 km².
Die Queeny Township liegt im mittleren Südwesten des St. Louis County und grenzt im Norden und Nordosten an die Missouri River Township, im Osten an die Bonhomme Township, im Süden und Südwesten an die Meramec Township, im Westen an die Wildhorse Township sowie im Nordwesten an die Lafayette Township.

## Verkehr
in Nord-Süd-Richtung führt die Missouri State Route 141 durch die Township. im Norden wird die Township durch die Missouri State Route 100 begrenzt, die an dieser Stelle auf der Strecke der alten Route 66 verläuft. Bei allen weiteren Straßen innerhalb der Township handelt es sich um innerstädtische Verbindungsstraßen.
Entlang des Meramec River verlaufen zwei Eisenbahnlinien der Union Pacific Railroad und der BNSF Railway, über die auch Personenfernzüge von Amtrak verkehren.
Der Lambert-Saint Louis International Airport liegt rund 25 km nordöstlich der Queeny Township.

## Demografische Daten
Nach der Volkszählung im Jahr 2010 lebten in der Queeny Township 37.665 Menschen in 15.712  Haushalten. Die Bevölkerungsdichte betrug 1023,5 Einwohner pro Quadratkilometer. In den 15.712 Haushalten lebten statistisch je 2,38 Personen.
Ethnisch betrachtet setzte sich die Bevölkerung zusammen aus 86,3 Prozent Weißen, 3,1 Prozent Afroamerikanern, 0,2 Prozent amerikanischen Ureinwohnern, 7,1 Prozent Asiaten sowie 1,3 Prozent aus anderen ethnischen Gruppen; 2,1 Prozent stammten von zwei oder mehr Ethnien ab. Unabhängig von der ethnischen Zugehörigkeit waren 3,5 Prozent der Bevölkerung spanischer oder lateinamerikanischer Abstammung.
23,0 Prozent der Bevölkerung waren unter 18 Jahre alt, 64,6 Prozent waren zwischen 18 und 64 und 12,4 Prozent waren 65 Jahre oder älter. 52,1 Prozent der Bevölkerung war weiblich.
Das mittlere jährliche Einkommen eines Haushalts lag bei 65.857 USD. Das Pro-Kopf-Einkommen betrug 36.756 USD. 7,9 Prozent der Einwohner lebten unterhalb der Armutsgrenze.

## Ortschaften
Die Bevölkerung der Norwood Township lebt in folgenden Ortschaften:
Citys
- Manchester1
- Valley Park
- Winchester2

Village
- Twin Oaks

1 – teilweise in der Lafayette und der Missouri River Township

2 – teilweise in der Wildhorse Township